# Блудний грунь
Блу́дний Грунь — заповідне урочище місцевого значення в Україні. Об'єкт природно-заповідного фонду Івано-Франківської області. 
Розташоване в межах Івано-Франківської області, на території Яремчанської міської громади, на південний захід від міста Яремче. 
Площа 33,1 га. Статус надано згідно з рішенням облвиконкому від 16.09.1980 року № 335. Перебуває у віданні ДП «Делятинський лісгосп» (Горганське лісництво, кв. 16, вид. 1—5). 
Статус присвоєно для збереження частини лісового масиву на північних схилах хребта Явірник (масив Ґорґани). Зростають високопродуктивні змішані насадження смереки і бука з домішкою клена гостролистого.